# 29e régiment d'infanterie de marine
Pour les articles homonymes, voir 29e régiment.
Le 29e régiment d'infanterie de marine (29e RIMa) est une unité de l'Armée de terre française, créée en 1958 à Tananarive (aujourd'hui Antananarivo), transformé en bataillon de commandement et des services no 3 en 1962 et dissous en 1965.

## Historique
Le régiment est formé le 1er décembre 1958 à partir du 1er régiment mixte d'outre-mer, ex-bataillon de Tananarive. Il hérite des traditions du 1er régiment mixte de Madagascar (1er RMM),. Il est en garnison à Tananarive.
Non engagé dans la guerre d'Algérie, le régiment est renommé bataillon de commandement et des services no 3 (BCS no 3) le 1er octobre 1962. Le bataillon est dissous le 28 février 1965 et forme une compagnie de base rattachée au 2e régiment de parachutistes d'infanterie de marine.

## Insigne
Description héraldique : 

« Ancre de marine d’or soutenant trois profils de malgache, d’européen et d’africain brochant sur un palais d’argent (palais de la Reine à Tananarive). Sur la trabe l’inscription 29e RIM[a]. »

## Drapeau du régiment
Le drapeau du régiment porte, selon le Bulletin officiel des armées, l'inscription Madagascar 1895, reprise du 1er RMM. D'autres sources indiquent les inscriptions, également reprises du 1er RMM, Madagascar 1895, Aisne 1918, Vauxaillon 1918 et Maroc 1925-1926.